# Вільє де Ліль-Адан Емілій Самійлович
Вільє́ де Ліль-А́дан Емілій Самійлович (Степанович) (нар. 1843, Санкт-Петербург — пом. 12 вересня 1889, Одеса) — живописець.

## Біографія
Народився у 1843 році у Санкт-Петербурзі. Виховувався у Миколаївському кавалерійському училищі. Художньої освіти не мав. 1871 року отримав у Петербурзькій академії мистецтв звання класного художника. 
У 1860-х та 1886—1889 роках завідував загальноосвітніми класами Одеської малювальної школи Товариства красних мистецтв. У 1884 році працював на запрошення Никодима Кондакова в Константинополі над знімками з пам'яток стародавнього візантійського мистецтва. Помер в Одесі 31 серпня [12 вересня] 1889 року.

## Творчість
Автор акварельних пейзажів, в тому числі видів України. Серед робіт:
- «Ялта з боку Лівадії» (1875, Третьяковська галерея);
- «Пейзажі Північної Норвегії» (1881);
- «Фаянсовий кіоск у старому Сералі в Константинополі» (1884);
- «Татарське кладовище» (1886);
- серії видів Херсона (1888; окремі акварелі у Державному Російському музеї);
- серії видів Одеси (1888).

Малював ілюстації.
Брав участь у академічних виставках та виставках Товариства передвижників.
Окремі роботи зберігаються також у Дніпровському художньому музеї.